# Núi Shari
Núi Shari (斜里岳 (Tà Lý nhạc) shari-dake) là núi lửa dạng tầng kỷ Đệ tứ và là một trong 100 núi nổi tiếng Nhật Bản. Đỉnh núi 1.547 mét (5.075 ft). Đỉnh núi bao gồm núi Shari, núi Shari phía nam (南斜里岳 (Nam Tà Lý nhạc) minamishari-dake) và sườn núi phía tây. Tọa lạc tại bán đảo Shiretoko của Hokkaidō trên biên giới Shari và Kiyosato tại quận Shari, Abashiri và Shibetsu tại quận Shibetsu, Nemuro.

## Tên gọi
Tên cũ trong tiếng Ainu là Onnenupuri. Tên gọi Shari trong tiếng Ainu nghĩa là đầm lầy nơi lau sậy mọc lên. Cũng được gọi bằng cái tên Okhotsk Fuji (オホーツク富士 ohōtsuku fuji) hay Shari Fuji (斜里富士 shari fuji).

## Địa chất
Ngọn núi này được tạo thành từ các khoáng chất chính là andesite, dacite, và basalt.

## Tuyến đường leo núi
Con đường đi lên phổ biến nhất bắt đầu từ sườn Kiyosato.  Một chuyến xe buýt công cộng (Sharibus) chạy ba lần một ngày (lần đầu tiên lúc 6:30) từ ga Shiretokoshari bắt đầu đường mòn.